# Son frère
Son frère és una pel·lícula francesa dirigida per Patrice Chéreau, estrenada el 2003. Es tracta de l'adaptació de la novel·la homònima de Philippe Besson, apareguda l'any 2001. Ha estat doblada al català.

## Argument
Thomas viu a París, afectat d'una malaltia incurable que destrueix les seves plaquetes sanguínies. Un vespre, embogit, desembarca a casa de Luc, el seu germà que no ha vist des de fa molt de temps amb la finalitat d'explicar-li la gravetat de la seva malaltia.
A punt d'un atac de nervis, els dos homes parlen. Thomas sembla experimentar interès per a la vida privada de Luc, homosexual. Clara, la companya de Thomas, no dona suport a més la malaltia i rebutja de veure Thomas al més baix. Decideix abandonar-lo. Els dos homes decideixen llavors de marxar a descansar a la casa de la seva infantesa a l'Illa de Ré …

## Repartiment
- Bruno Todeschini: Thomas
- Éric Caravaca: Luc
- Nathalie Boutefeu: Clara
- Maurici Garrel: El vell home
- Catherine Ferran: el metge cap
- Antoinette Moya: La mare
- Robinson Stévenin: Manuel
- Fred Ulysse: El pare
- Pascal Greggory: El metge
- Sylvain Jacques: Vincent

i Claudine Bénichou, Véronique Iafrate, Cathy Roudaut, Sabrina Fessan, Catherine Moulin, Rémy Boulay, Patrick Gautier, Eric Cattacin, Grégory Pomet, Nicole Daresco, Thierry Colas, Anne Noblanc, Lucie Noblanc, Sandrine Faccini, Jessy Etienne, Gisèle Lioni, Antoinette Naras, Christine Cros, Eddy Battery, Yves Maestrati, Stéphane Jamet, Antoine Rousseau, Hayatte Mazit, André Petijean i Hichem Allaouchiche

## Rebuda
- 9a cerimònia dels Premis Lumières, Lumières de la premsa estrangera 2004: Premi al millor actor per a Bruno Todeschini
- César del cinema 2004 (29e cerimònia dels César): una nominació, Bruno Todeschini per al Cèsar al millor actor
- Berlinale 2003 (53e): Os de Plata a la millor direcció per a Patrice Chéreau
- Crítica: "Una obra tan valenta com sòrdida, tan veraç com horrorosa, tan atraient com repulsiva."[4]